# Martin Wind

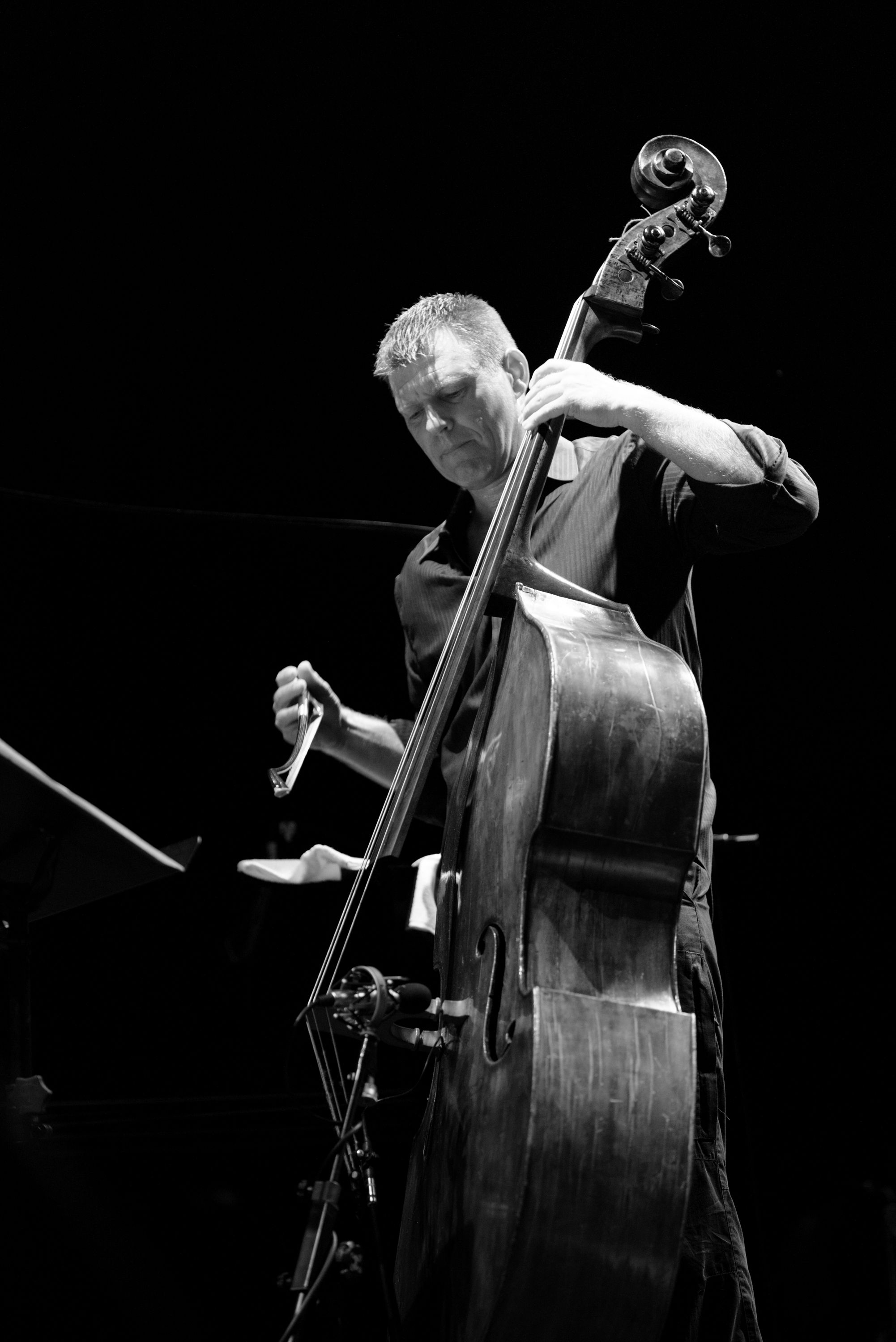
Martin Wind

Martin Wind (* 1968 in Flensburg) ist ein deutscher Jazzmusiker (Kontrabass, Komposition).

## Wirken
Wind studierte an der Musikhochschule Köln. Er gehörte 1989 zu den ersten Absolventen des Bundesjazzorchesters unter Leitung von Peter Herbolzheimer. Ein DAAD-Stipendium erlaubte ihm, zwischen 1996 und 1998 ein Master-Studium in Jazzkomposition und Performance an der New York University zu absolvieren. Er arbeitete u. a. zusammen mit Christoph Eschenbach, Gidon Kremer, Mstislaw Rostropowitsch, Hank Jones, Frank Wess, Johnny Mandel, Mark Murphy, Slide Hampton, Johnny Griffin, Cedar Walton, Michael Brecker, Don Friedman, John Scofield, Pat Metheny, Fred Hersch oder Kenny Barron. Er ist Mitglied des Trios von Dena DeRose und gehört zu Matt Wilsons Band Arts and Crafts.
Wind leitet eigene Combos, mit denen er Alben unter eigenem Namen vorlegt. Seit 1999 spielte er im Duo mit Gitarrist Ulf Meyer, das bisher elf Alben vorlegte und aus dem sich auch Quartett entwickelte (Time Will Tell). Bei JazzBaltica arbeitete er 2009 mit Joakim Milder. 2010 leitete er das JazzBaltica Ensemble, das seine Kompositionen interpretierte. Seit 2017 tourte er mehrfach mit Philip Catherine.
Seit 1997 ist Wind als Dozent an der Jazzabteilung der New York University tätig.

## Preise und Auszeichnungen
1995 erreichte Wind den dritten Platz beim Thelonious-Monk-Wettbewerb. 2000 erhielt er als erster Jazzmusiker den Förderpreis, der im Rahmen des Kunstpreises Schleswig-Holstein vergeben wird. 2004 ernannte ihn seine Heimatstadt zum „Flensburg-Botschafter“.

## Diskographische Hinweise
- Gone with the Wind (Content 1993, mit Bill Mays, Keith Copeland)
- Peter Weniger, Martin Wind: The Soccerball (Nagel-Heyer Records 2002)
- Salt 'N' Pepper (Challenge 2007, mit Scott Robinson, Bill Cunliffe, Greg Hutchinson)
- Martin Wind & The JazzBaltica Jubilee Ensemble: Theresia (Live) (Laika 2010, mit Axel Schlosser, Nils Wülker, Karin Hammar, Øyvind Brække, Niels Lyhne Lokkegard, Donny McCaslin, Johannes Enders, Nils Landgren, Christopher Dell,  Michael Wollny, Lars Danielsson, Wolfgang Haffner)
- Ulf Meyer & Martin Wind: Live at Orpheus Theater, May 2012 (Laika 2012)
- Philip Catherine & Martin Wind: New Folks (ACT 2014)
- Martin Wind/Philip Catherine/Ack van Rooyen: White Noise (Laika 2020)
- My Astorian Queen (Laika 2021, mit Scott Robinson, Bill Mays, Matt Wilson)[3]
- Martin Wind New York Bass Quartet: Air (Laika 2022 mit Gregg August, Jordan Frazier, Sam Suggs sowie Matt Wilson, Lenny White, Gary Versace)[4]
- Wind / Weniger / Burgwinkel: Gravity (Laika Records 2023)[5]
- Wind / McNeely / Neumeister: Counterpoint (Laika 2023)[6]